# Adams Sola
Adams Sola Iddrisu, (nacido el 27 de julio de 2000 en Leganés) es un jugador de baloncesto español que juega en el Hestia Menorca de la Primera FEB. Con 1,93 metros de estatura, juega en la posiciones de base y escolta.

## Trayectoria
Formado en la cantera del CB Leganés hasta que fue fichado por el  Club Baloncesto Estudiantes, pasaría por las categorías infantil y cadete, para llegar en 2016 al junior. Rápidamente, pasaría a reforzar al equipo en Liga EBA donde se convierte en un referente del filial colegial durante las temporadas 2016-17 y 2017-18.
En la temporada 2017/18, con el primer equipo del Club Baloncesto Estudiantes disputa 5 partidos en Liga Endesa y 9 en la Basketball Champions League. En abril de 2018, Adams Sola se convirtió en el titular más joven en Liga Endesa con el Movistar Estudiantes al salir en el quinteto inicial contra el MoraBanc Andorra, contando apenas 17 años y 9 meses.
En la temporada 2025-26, firma por el Hestia Menorca de la Primera FEB.

## Palmarés
- 2013-14. Club Estudiantes. Campeonato de España Infantil. Campeón
- 2015-16. Club Estudiantes. Campeonato de España Cadete. Campeón
- 2016. España. Europeo Sub-16, en Radom (Polonia). Oro